# محمد الرضا السنوسي
محمد الرضا بن الحسن الرضا بن محمد الرضا السنوسي (مواليد 1962)، هو ابن ولي عهد ليبيا السابق حسن الرضا السنوسي، وبحسب دستور المملكة الليبية المتحدة الصادر عام 1951 يحق له المُطالبة بعرش ليبيا. سُمّى محمد الرضا على اسم جده لأبيه محمد الرضا بن محمد المهدي السنوسي.

## حياته
أطاح العقيد معمر القذافي بعمه الأكبر الملك إدريس ووالده ولي العهد في 1 سبتمبر 1969 في ثورة الفاتح. احتجز القذافي العائلة المالكة ووضعهم تحت الإقامة الجبرية. وفي عام 1982 دمر منزلهم وممتلكاتهم وانتقلت الأسرة للإقامة في كوخ على الشاطئ. أمضى الأمير محمد (قبل السماح له بالهجرة إلى المملكة المتحدة عام 1988) بعض الوقت في أوائل الثمانينات يعمل في وزارة الزراعة الليبية.
تلقى محمد السنوسي تعليمه في المملكة المتحدة. في 18 يونيو 1992، تم تعيينه وريثًا من قبل والده ليخلفه بعد الوفاة في منصب ولي العهد ورئيس الديوان الملكي الليبي. وهو غير متزوج ويتحدث العربية والإنجليزية.